# クール・ドライ・プレイス
クール・ドライ・プレイス（A Cool, Dry Place）はマイケル・グラント・ジャッフェの小説「Dance Real Slow」を原作とした1998年のアメリカ映画。

## 概要
シングルファーザーの父とその息子の絆を描くドラマ映画。カルヴィンを演じたボビー・モートはアメリカ・カナダで行われたオーディションで選ばれ、今作が映画初出演となる。

## あらすじ
シカゴの一流法律事務所で働くラッセルは、妻のケイト、息子のカルヴィンと幸せな生活を送っていた。しかし、ケイトが妹の結婚式に出かけると言って家を出たっきり戻らなくなってしまった。彼は子育てに時間を取られ仕事をクビになってしまう。
ある日、ラッセルはバツイチのベスと出会い、次第に彼女に惹かれていく。
だが、突然掛かってきたケイトからの電話を取ったベスが、ケイトがまだラッセルと愛し合ってるのだと勘違いしてしまい姿を消してしまう。

## キャスト
- ラッセル・デュレル･･･ヴィンス・ヴォーン（てらそま昌紀）
- ケイト・デュレル･･･モニカ・ポッター（勝生真沙子）
- カルヴィン・デュレル･･･ボビー・モート（大谷育江）
- ベス・ワード･･･ジョーイ・ローレン・アダムス（雨蘭咲木子）
- フランキー・グーランド･･･ニコラス・キャンベル（喜多川拓郎）
- ラリー・アイヴス･･･クリス・バウアー（後藤哲夫）
- ボブ・ハーパー･･･トッド・ルイーソ（内田直哉）
- 募集代理人･･･ベン・ベース（石住昭彦）
- シェリフ・プリチャード･･･ディーン・マクダーモット（石住昭彦）
- ノア・ワード･･･デヴォン・サワ
- シャーロット･･･シオバン・ファロン
- ボニー･･･アレクサ・パラディノ
- クリスタル･･･ジャネット・キダー
- トム･･･ダグ・ワート
- スザンヌ･･･ベス・リトルフォード
- コニー・ハーパー･･･ジェニファー・アーウィン
- ジョイス・アイヴス･･･ジェニー・ロバートソン
- 獣医･･･ジョン・ネルズ
- ジャック・ニューバウアー･･･スキップ・サダス

## 制作
この映画の撮影はオンタリオ州のリンジーおよびブルックリンで撮影された。